# Xuanón de Cabañaquinta
Juan Díaz-Faes, más conocido como Xuanón de Cabañaquinta, (Aller, Principado de Asturias, 1821 - 1894) fue un célebre cazador de osos conocido por su arrojo al enfrentarse con este animal en luchas cuerpo a cuerpo. Nació en el seno de una familia fuertemente posicionada entre la aristocracia asturiana de la época que también nos ha dejado el legado de otro de sus miembros: el fraile Paulino Álvarez-Robles y Suárez, confidente de la reina María Cristina.
Xuanón era un gigantesco (1,98m de estatura) que, según testimonios coetáneos, alcanzó la cifra de 92 osos muertos, muchos de ellos con la única ayuda de sus brazos y un cuchillo de caza. Debido a esto se hizo muy popular en una época en la que cazar osos se veía como un acto de fortaleza y valentía, hasta el punto de ser invitado a cacerías con el entonces Rey Alfonso XII, organizada esta por el Marqués de Camposagrado en la localidad de Felechosa. En esta cacería el Rey le regaló a Xuanón una escopeta, lo que significaba ser nombrado Armero Real.Hizo una gran amistad con el general Prim, con el que salió en numerosas ocasiones por los montes de Asturias.
En sus últimos días, Xuanón llegó a ejercer como alcalde del concejo de Aller, lugar donde nació, vivió toda su vida, y murió.